# Mistrzostwa Europy IBSF 2025
Mistrzostwa Europy IBSF 2025 – edycja mistrzostw Europy w bobslejach i skeletonie, która została rozegrana w dniach 7–9 lutego 2025 roku w norweskim Lillehammer. Ich organizatorem była IBSF. Podczas zawodów rozegranych zostało łącznie sześć konkurencji. 

## Medaliści i medalistki
Bobsleje
| Konkurencja      | Złoto                                                                      | Rezultat | Srebro                                                                           | Rezultat | Brąz | Rezultat |
| Dwójki kobiet    | Niemcy Laura Nolte · Leonie Kluwig                                         | 1:44,40  | Niemcy Kim Kalicki · Leonie Fiebig                                               | 1:44,42  | Niemcy Lisa Buckwitz · Kira Lipperheide | 1:44,70  |
| Dwójki mężczyzn  | Niemcy Francesco Friedrich · Alexander Schüller                            | 1:41,15  | Niemcy Johannes Lochner · Georg Fleischhauer                                     | 1:41,29  | Wielka Brytania Brad Hall · Taylor Lawrence | 1:41,63  |
| Czwórki mężczyzn | Niemcy Johannes Lochner · Florian Bauer · Jörn Wenzel · Georg Fleischhauer | 1:39,85  | Niemcy Francesco Friedrich · Matthias Sommer · Alexander Schüller · Felix Straub | 1:39,90  | Szwajcaria Michael Vogt · Gregory Jones · Andreas Haas · Amadou David Ndiaye · Wielka Brytania Brad Hall · Taylor Lawrence · Arran Gulliver · Leon Greenwood | 1:40,05  |
| Monoboby kobiet  | Laura Nolte                                                                | 1:49,21  | Melanie Hasler                                                                   | 1:49,33  | Lisa Buckwitz | 1:49,36  |

Skeleton
| Konkurencja | Złoto        | Rezultat | Srebro         | Rezultat | Brąz          | Rezultat |
| Kobiety     | Janine Flock | 1:44,13  | Amelia Coltman | 1:44,98  | Kimberley Bos | 1:45,18  |
| Mężczyźni   | Samuel Maier | 1:42,81  | Marcus Wyatt   | 1:42,82  | Axel Jungk    | 1:42,84  |

## Klasyfikacja medalowa
*   Gospodarz ( Norwegia)
| Miejsce | Reprezentacja   | Złoto | Srebro | Brąz | Razem |
| ------- | --------------- | ----- | ------ | ---- | ----- |
| 1       | Niemcy          | 4     | 3      | 3    | 10    |
| 2       | Austria         | 2     | 0      | 0    | 2     |
| 3       | Wielka Brytania | 0     | 2      | 2    | 4     |
| 4       | Holandia        | 0     | 0      | 1    | 1     |
| 4       | Szwajcaria      | 0     | 0      | 1    | 1     |
| Razem   | Razem           | 6     | 5      | 7    | 18    |